# 周保
周保（1532年—1594年），字子翼，號新塘，浙江寧波府鄞縣人，民籍，明朝政治人物。

## 生平
隆慶元年（1567年）丁卯科浙江鄉試第四十九名舉人。隆慶五年（1571年）中式辛未科會試第一百三十七名，三甲第三十三名進士。都察院觀政，授江西赣州府儒学教授，万历元年（1573年）典试贵州，同年秋擢国子监博士，五年晋监丞，七年改刑部福建司主事，满考，十一年升员外郎、郎中。
萬曆十二年（1584年）出任廣東南雄府知府，十五年丁忧归。万历十八年（1590年）服闕，任福建延平府知府，万历二十年（1592年）五月升福建盐运使。不久因病乞休，二十二年卒，年六十三。

## 家族
曾祖周琰；祖父周諶；父周益，封刑部主事贈延平府知府；母王氏，贈恭人。從子周应宾，官至礼部尚书。